# Giacomo Rust
Giacomo Rust o Rusti (Roma, 1741 - Barcelona, 1786) fou un compositor d'òpera italià, probablement d'ascendència alemanya.
Se sap molt poc sobre Rust. Va estudiar a Nàpols, al Conservatori della Pietà i després a Roma sota Rinaldo di Capua. Entre 1763 i 1777, Rust va ser actiu a Venècia, on es va estrenar el 1763 la seva primera òpera, Le contadine bizzarre. Durant aquest període, Rust va adquirir gran fama com a compositor d'òpera, no només a Itàlia, també a l'estranger, cosa que li va reportar una invitació per estar al servei de l'arquebisbe de Salzburg. El 12 de juny de 1777, va ser nomenat mestre de capella a la cort de Salzburg, càrrec que va abandonar a final d'any. Algun temps després, Rust va tornar a Venècia per continuar la seva activitat operística. El 1783, es va instal·lar a Barcelona, on hauria assumit el càrrec de mestre de capella de la catedral. Segons altres fonts contemporanis, hauria anat al «teatre de Barcelona». Si hi va quedar en funció de mestre de capella fins a la seva mort, com preten Hintermaier no és cert: el període coincideix en part amb el mandat de Francesc Queralt (1740-1825), qui hi fou mestre de capella de 1774 a 1815. El musicòleg Baltasar Saldoni (1807-1889) tampoc no menciona enlloc la presència de Rusti.

## Òperes
- La contadina in corte (dramma giocoso per musica, llibret de Niccolò Tassi, 1763, Venècia)
- La finta semplice (dramma giocoso per musica, llibret de Pasquale Mililotti, 1772, Bolonya)
- L'idolo cinese (dramma giocoso per musica, llibret de Giovanni Battista Lorenzi, 1773, Venècia)
- Il conte Baccellone (dramma giocoso per musica, llibret de Marco Coltellini, basat en La contessina de Carlo Goldoni, 1774, Venècia)
- I cavalieri lunatici (farsa, 1774, Venècia)
- L'amor bizzaro (dramma giocoso per musica, llibret de Giovanni Bertati, 1775, Venècia)
- Li due amanti in inganno (1° e 3° atto) (dramma giocoso per musica, en col·laboració amb Matteo Rauzzini (2n acte), 1775, Venècia)
- Alessandro nelle Indie (dramma per musica, llibret de Pietro Metastasio, 1775, Venècia)
- Il baron in terra asciuta (dramma giocoso per musica, 1775, Venècia)
- Il Socrate immaginario (dramma giocoso per musica, llibret de Giovanni Battista Lorenzi, 1776, Venècia)
- Calliroe (dramma per musica, llibret de Mattia Verazi, 1776, Pàdua)
- Il Giove di Creta (dramma giocoso per musica, 1776, Venècia)
- Li due protetti (dramma giocoso per musica, llibret de Pier Antonio Bagliacca, 1776, Venècia)
- Il talismano (2n i 3r acte) (dramma giocoso per musica, en col·laboració amb Antonio Salieri (1r acte), llibret de Carlo Goldoni, 1779, Milà)
- L'isola capricciosa (dramma giocoso per musica, llibret de Caterino Mazzolà, 1780, Venècia)
- Gli antiquari in Palmira (commedia per musica, llibret de Giuseppe Carpani, 1780, Milà)
- Demofoonte (dramma per musica, llibret de Pietro Metastasio, 1780, Florència)
- Il castellano deluso (1781, Parma)
- Artaserse (dramma per musica, llibret de Pietro Metastasio, 1781, Perugia)
- Adriano in Siria (dramma per musica, llibret de Pietro Metastasio, 1781, Torí)
- L'incognita fortunata (farsa, llibret de G. Ciliberti, 1782, Nàpols)
- L'incontri inaspettati (1783, Roma)
- La caccia d'Enrico IV (dramma giocoso per musica, llibret d'A. Dian, 1783, Venècia)
- Il marito indolente (dramma giocoso per musica, llibret Caterino Mazzolà, 1784, Viena)
- Berenice (dramma per musica, llibret de Jacopo Durandi, 1786, Parma)